# Tarreh-e Khezr
Tarreh-e Khezr (em persa: طره خضر, também romanizada como Ţorreh-e Khezr e Tare Xezr; também conhecida como Seyneh e Samand) é uma aldeia do distrito rural de Shalahi, no condado de Abadan, na província de Khuzistão, Irã.
Segundo o censo de 2006, sua população era de 571 habitantes, em 104 famílias.